# S/S Mars av Helsingborg
S/S Mars av Helsingborg var ett svenskt ång- och lastfartyg som torpederades under andra världskriget av tyska ubåten U-21 den 21 december 1939.

## Historik
Ångaren började sin levnadsbana under namnet Waterloo och var byggd och sjösatt 1882 vid Redheads varv samt tillhörde rederiet Balls & Son i North Shields till 1913, då Waterloo för ett pris av 7 750 £ inköptes av Rederi AB Ocean i Landskrona och omdöptes till Torbjörn. Torbjörn såldes 1924 till Rederi AB Wallonia i Helsingborg och gick sedan dess under namnet Mars med kaptenerna O.S. Öhrström och F. Bengtsson som befälhavare. 1932 övertogs befälet på Mars av den vid sänkningen omkomne kapten Emil G. Gustafsson. Mars var Helsingborgsflottans andra förlust från krigsutbrottet och endast en man, en styrman, överlevde katastrofen. 
Helsingborgsflottan hade tidigare drabbats av förlusten av ångaren S/S Everilda 1914, vid vars minsprängning endast en styrman räddades. De överlevande från Everilda hade räddats ombord på S/S Luna men alla förutom styrmannen omkom då även S/S Luna kort därpå minsprängdes, liksom de överlevande från Mars hade bärgats av S/S Carl Henckel för att sedan omkomma vid påföljande sänkning. Både Everilda och Mars som förliste under snarlika omständigheter men med 25 års mellanrum var byggda 1882. Everilda och Carl Henckel var byggda vid samma varv.

## Sänkningen
För att kunna bistå varandra vid krigsfara hade Helsingborgsångarna S/S Carl Henckel och Mars avgått i sällskap från England. Mars var på resa från Leith till Vinga för order, samt hade kol i rummen. När fartygen kl 06,30 den 21 december 1939 befann sig på Nordsjön, (lat N57, long O0,20’) skedde en explosion på Mars styrbordssida midskepps. Sekunderna efteråt regnade det av kolstycken, bunkerluckor och annat löst som hade varit stuvat midskepps över bryggan. Fartyget började omedelbart sjunka, varför de som befann sig på bryggan sprang ned till flotten på tvåans lucka. Kring flotten samlades sex till sju man. När fartyget sjönk bröts det av på mitten, varvid förskeppet reste sig lodrätt uppåt med påföljd att flotten kom under riggen, där den fastnade och pressades ned under vattnet. När den lossnade och flöt upp var det endast tre man kvar. De tre som hade lyckats hålla sig kvar signalerade med en ficklampa till Ångaren Carl Henckel som uppfattade signalerna och kunde vända och bärga de tre männen från flotten. Ingen annan av Mars besättning upptäcktes vid olycksplatsen.
-Vi hade varit på S/S Carl Henckel tjugo minuter, uppgav styrman Nilsson vid sjöförklaringen, då en ny våldsam explosion hördes, varvid vi åter måste springa till flottarna. Nio eller tio man samlades på tvåans flotte, bland dem lättmatros Holmkvist från Mars. Den tredje räddade från Mars, matros Larsen, syntes däremot inte till. Det gick liksom på Mars: Flotten kom under riggen, fastnade och drogs ned under vatten. När den åter kom upp var jag först ensam, men sedan kom förste styrman på Carl Henckel och en eldare upp. Vi blev således tre man på denna flotte och på den andra hade fem man lyckats ta sig upp. Lättmatros Holmkvist från Mars observerades flytande på avstånd från flotten, troligen redan död, då han var blodig i ansiktet. Flottarna drev hela dagen och natten till de nästa förmiddag påträffades av den norska ångaren Hop, som kunde bärga och rädda de överlevande. Dagen före Mars krigsförlisning minsprängdes S/S Mars av Stockholm längre söderut utanför Englands ostkust.